# Diviziunea internațională a muncii
Diviziunea internațională a muncii este expresia specializării indivizilor sau grupurilor de agenți economici, care participă la activitatea economică mondială.

## Diviziunea internațională a muncii tradițională
Diviziunea internaționlă a muncii tradițională oferă atât  țărilor dezvoltate producerea de bunuri și  servicii, cât și țărilor sărace furnizează, în general, produse primare (produse agricole, materie primă). Pe măsura dezvoltării tehnicii și a țărilor, diviziunea internațională a muncii se schimbă. De exemplu, unele țări au început să producă produse fabricate în comun ( materiale textile, de exemplu). 

## Diviziunea internațională a muncii nouă
Noua diviziune este orientată pe specializarea actuală a țărilor: țările industrializate, în special din Asia, produc, inclusiv, produse de ultimă generație. Țările dezvoltate produc în principal produse și oferă servicii ce necesită calificări înalte. Țările cele mai sărace rămân limitate la produsele primare cu valoare adăugată scăzută.

## Teoriile avantajelor specializării țărilor
- Teoria avantajelor absolute: o țară urmează să se specializeze în confecționarea acelor bunuri la producerea cărora posedă anumite avantaje absolute, adică le produce cu costurile cele mai mici față de alte țări;
- Teoria avantajelor relative: țările lumii sunt nemijlocit interesate să se specializeze în domeniile în care dezavantajul lor ar fi mai mic;
- Teoria decalajului tehnologic: specializarea internațională depinde de viteza de inovare a primei țări și de viteza de imitare a acestor invenții de către alte țări. Avantajul comparativ al unei țări are drept temelie avantajele tehnologice ale unei sau mai multor firme din țara respectivă;
- Teoria avantajelor competitive: pentru a obține și a menține un avantaj competitiv statul este nevoit să reinvestească în producție cea mai mare parte a profiturilor obținute și să-și perfecționeze fără încetare structurile de producție.[2]

## Specializarea internațională a muncii
Diviziunea internațională a muncii reprezintă procesul de specializare a unor teritorii în producerea anumitor mărfuri și schimbul cu ele între țările respective. Specializarea internațională a muncii necesită anumite condiții:
- regiunea dată trebuie să aibă anumite condiții prioritare (resurse naturale, resurse umane de muncă calificată);
- cheltuielile pentru producerea și transportul mărfii trebuie să fie cât mai mici;
- trebuie să existe o piață largă de desfacere.

Spre exemplu: 
- Arabia Saudită se specializează în extragerea și producerea petrolului;
- Japonia - în producerea automobilelor și navelor;
- Republica Moldova - în producerea vinului.

## Legături externe
- Internaționalitate și interculturalitate în afacerile internaționale Arhivat în 3 martie 2017, la Wayback Machine.

## Vezi și
- Diviziunea muncii în viziunea lui Gellner
- Economie de piață
- Globalizare
- Mercantilism